# Mongaguá (kommunhuvudort)
Mongaguá är en kommunhuvudort i Brasilien.   Den ligger i kommunen Mongaguá och delstaten São Paulo, i den sydöstra delen av landet, 900 km söder om huvudstaden Brasília. Mongaguá ligger 8 meter över havet och antalet invånare är 45 930.
Terrängen runt Mongaguá är varierad. Havet är nära Mongaguá åt sydost. Trakten är tätbefolkad. Närmaste större samhälle är Itanhaém, 19,7 km sydväst om Mongaguá.